# Mañana es primavera
Mañana es primavera es una telenovela mexicana dirigida por Sergio Jiménez, producida por Silvia Pinal para la cadena Televisa, transmitida por El Canal de las Estrellas entre el 4 de octubre de 1982 y el 4 de febrero de 1983. Está protagonizada por Silvia Pinal, Viridiana Alatriste y Ramiro Oliveros, con las actuaciones antagónicas de Lizzeta Romo y Gabriela Araujo, además de las actuaciones estelares de Gustavo Rojo, Eugenia Avendaño y Rafael Sánchez Navarro.

## Argumento
Amanda es una mujer de 50 años y de familia acomodada que se ve obligada a rehacer su vida luego que su marido Alfredo la deja por una mujer más joven, Alicia, quien sólo busca su dinero. Amanda, en un intento por superar su pena, acude a un psicoanalista. Durante ese proceso conoce a Rodrigo un joven artista idealista que se enamora de ella. Sin embargo, cuando Alfredo descubre las verdaderas intenciones de su amante rompe con ella y busca reconquistar a Amanda. También vemos la vida de Laura, hija de Amanda, quien debe enfrentar problemas comunes de la juventud.

## Reparto
- Silvia Pinal como Amanda de Serrano
- Viridiana Alatriste como Laura Serrano
- Gustavo Rojo como Alfredo Serrano
- Ramiro Oliveros como Rodrigo Oliveros
- Lizzeta Romo como Alicia Baena
- Gabriela Araujo como Ángela Treviño
- Ofelia Guilmáin como Doctora
- Norma Lazareno como Sonia
- Gonzalo Vega como Bruno
- Eugenia Avendaño como María Julia
- Wolf Rubinsky como Raúl
- Connie de la Mora como Emilia
- Rafael Sánchez Navarro como Eduardo Serrano
- Rebecca Rambal como Adriana
- Lily Inclán como Doña Eva
- María Prado como Trini
- Eduardo Palomo como Fernando
- Adriana Parra como Carmen
- Polly como Cecilia
- Alfredo Varela como Romero
- Jaime Garza como Martín Ugarte

## Producción

### Muerte de Viridiana Alatriste
El 25 de octubre de 1982, la hija de Silvia Pinal y del productor de cine Gustavo Alatriste, Viridiana Alatriste, murió en un accidente automovilístico al caer a un barranco, después de haber estado en una fiesta en casa de su entonces novio Jaime Garza, quien era también su compañero en esta telenovela. Silvia Pinal no quiso mencionar la muerte de su hija en la telenovela, por lo que solo se utilizó una paloma blanca en el capítulo final para simbolizar su fallecimiento.

## Premios y nominaciones

### Premios TVyNovelas 1983
| Año  | Categoría                  | Nominado(a)            | Resultado |
| ---- | -------------------------- | ---------------------- | --------- |
| 1983 | Mejor telenovela           | Silvia Pinal           | Nominada  |
| 1983 | Mejor actriz               | Silvia Pinal           | Ganadora  |
| 1983 | Mejor revelación masculina | Rafael Sánchez Navarro | Ganador   |